# Niclas Mortensen
Niclas Mortensen (* 22. August 1986 in Dänemark) ist ein dänischer Synchronsprecher und Schauspieler. Er debütierte frühzeitig mit 12 Jahren als Kinderdarsteller in der dänischen Weihnachtsserie Alletiders julemand. Nach seiner Schulausbildung begann er mit einer Schauspielausbildung und tritt seitdem regelmäßig auch im Betty Nansen Teatret in Frederiksberg, Kopenhagen auf. Des Weiteren ist er auch als Synchronsprecher in Kinder- und Zeichentrickfilmen in Dänemark tätig.

## Filmografie
- 1997: Alletiders julemand (Weihnachtsserie)
- 1997–1997: 101 Dalmatiner (Sprechrolle)
- 1997–2001: Große Pause (Sprechrolle)
- 1999–2000: Olsenbandens første kup (1999–2000) (Weihnachtsserie)
- 2002: Fillmore! (Sprechrolle)
- 2001: Harry Potter Computerspiel (mehrere Sprechrollen)
- 2005: High School Musical (Sprechrolle)
- 2007: Jump In! (Sprechrolle)
- 2007: Harry Potter und der Orden des Phönix (Harry Potter and the Order of the Phoenix)
- 2007: Alletiders julemand (Weihnachtsserie)
- 2007: Könige der Wellen (Surf's Up) (Sprechrolle)
- 2010: Drachenzähmen leicht gemacht (How to Train Your Dragon) (Sprechrolle)[1][2]